# Tuart Forests nationalpark
Tuart Forests nationalpark är en nationalpark i Australien. Den ligger i delstaten Western Australia, i den sydvästra delen av landet, 3 100 km väster om huvudstaden Canberra.